# Vivers
|  | Per a altres significats, vegeu «Vivers (desambiguació)». |

Vivers ([bi'βes], en francès Vivès) és un poble, cap de la comuna del mateix nom, de 174 habitants el 2013, de la comarca del Rosselló, a la Catalunya del Nord. Situat al sud dels Aspres, de vegades se'l situa a la comarca del Vallespir, ja que geogràficament és a cavall de les dues comarques.

## Etimologia
Explica Joan Coromines que el terme Vivers prové del mot llatí vivarios, plural de vivarium, amb el significat de indret destinat a criar animals com conills i, especialment, peixos. És un topònim que es presenta amb certa freqüència, als Països Catalans.

## Geografia

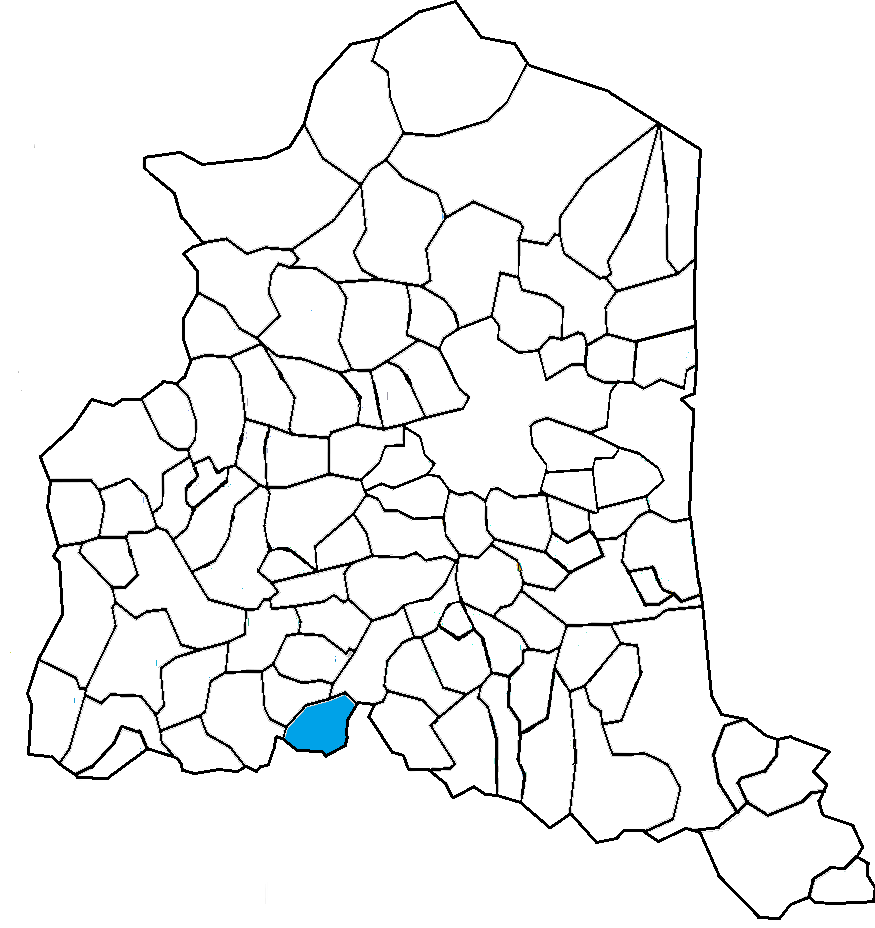
Situació de la comuna de Vivers en el Rosselló

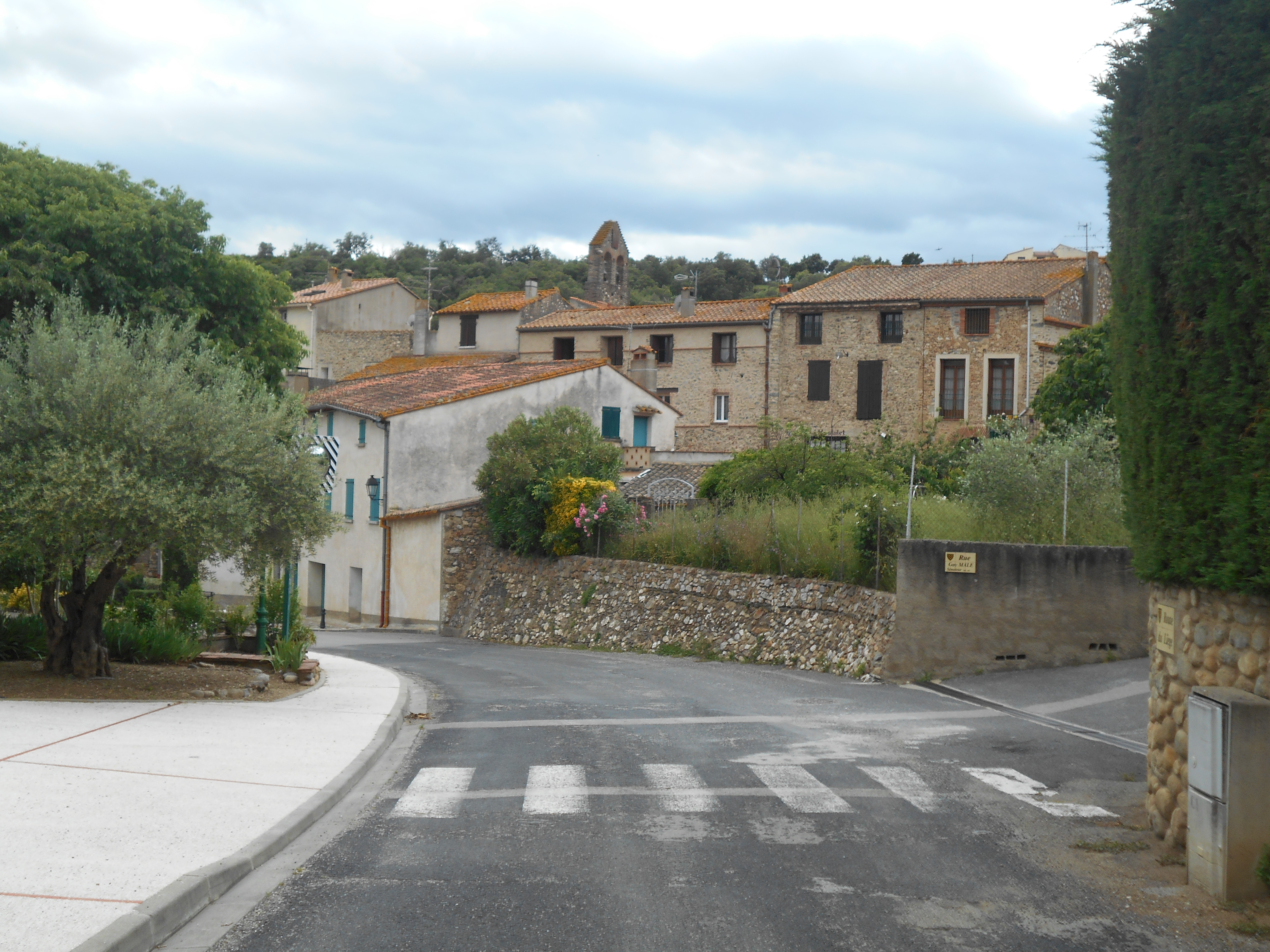
Vista general des de llevant

La comuna de Vivers, de 110.700 hectàrees d'extensió, és a l'extrem sud-oest de la comarca del Rosselló, comarca dels Aspres, al límit amb el Vallespir, amb el qual està molt vinculat històricament.
És un terme típic dels Aspres, tot i que no arriba a tenir muntanyes tan altes com les seves comunes veïnes pel nord i nord-oest. Les màximes elevacions del terme de Vivers no arriben als 300 m alt, però el terme està trencat per la capçalera de tres valls importants, que marquen un territori amb força desnivells.
Termes municipals limítrofs:
| Llauró |  | Paçà                    |
| Oms    |  |                         |
| Ceret  |  | Sant Joan de Pladecorts |

### El poble de Vivers

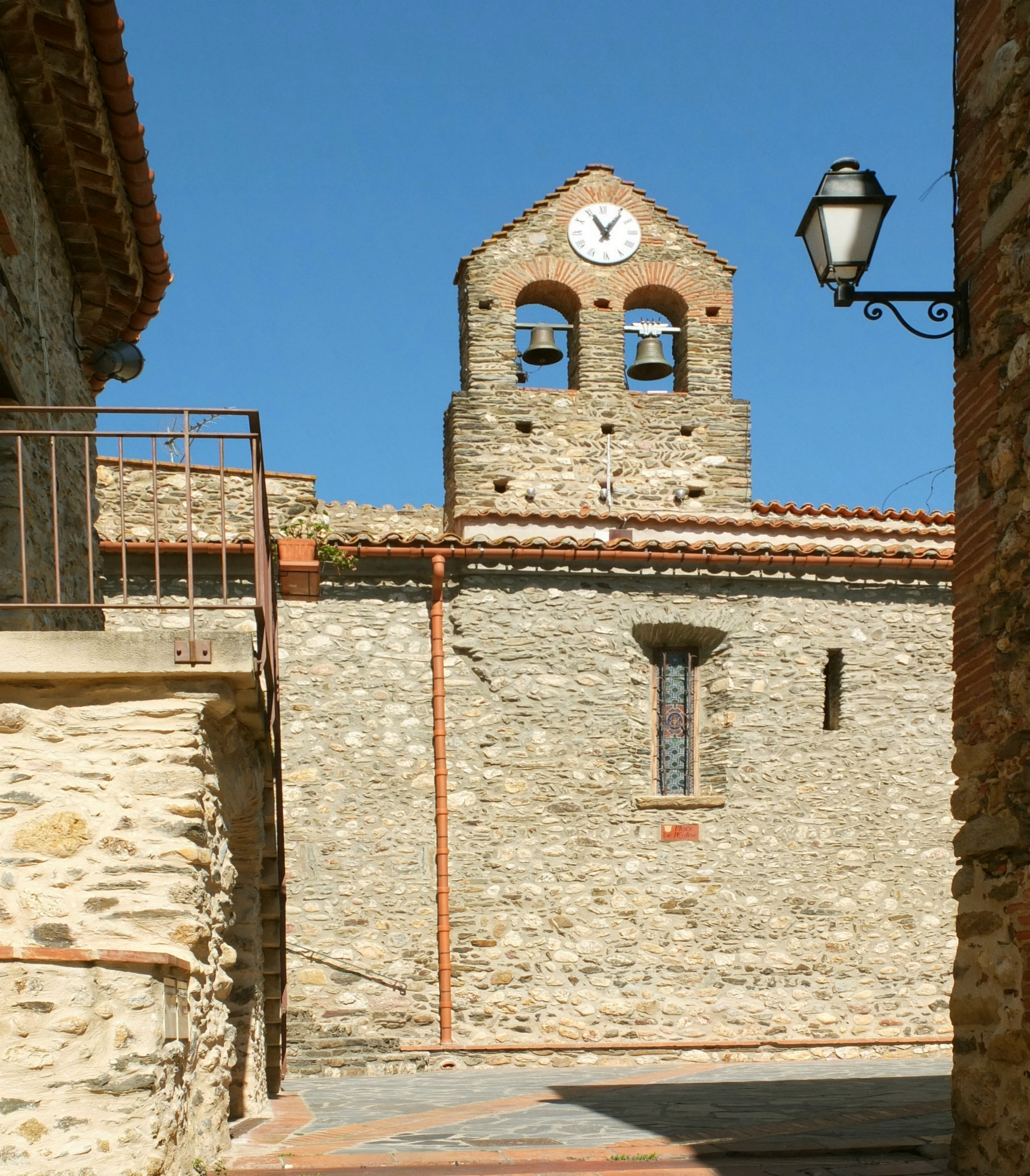
L'església de Sant Miquel

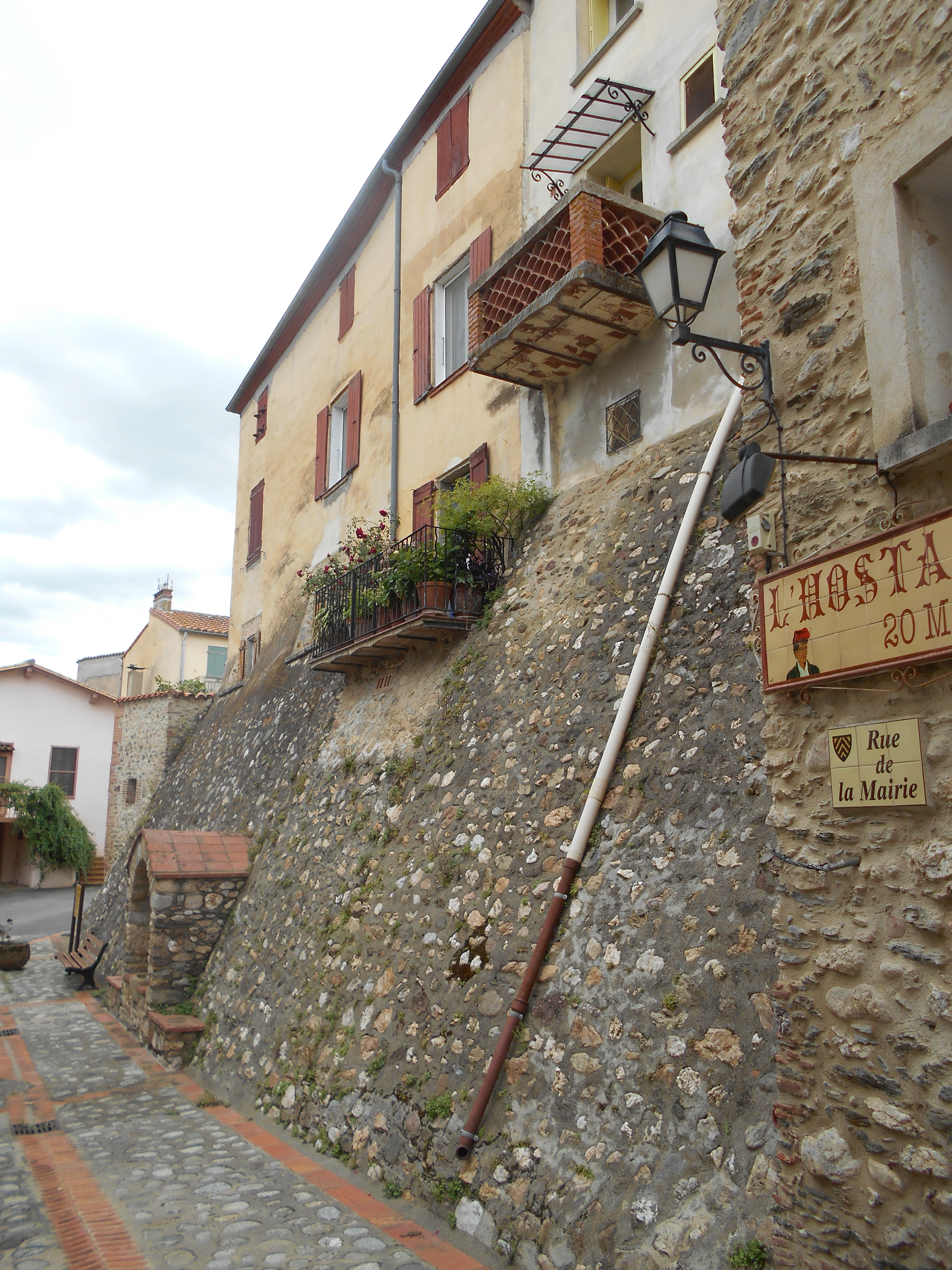
Murs de la cellera de Vivers

El petit poble de Vivers és arraïmat gairebé en forma de mitja lluna en un petit turó situat a l'esquerra de la Ribera de Vivers, en un lloc on fa un meandre, cosa que donava al lloc una defensa natural. És ben bé al centre del terme comunal. El Castell de Vivers, i al costat seu l'església de Sant Miquel de Vivers, centraven la cellera originària del poble. Tot i que no es conserva cap torre ni portal del vell recinte murat, en diversos llocs del perímetre de la cellera es poden veure encara alguns fragments de panys de mur, sovint atalussats a la base.

### Els masos del terme
Els masos que es conserven en el terme de Vivers són el Casot del Petit Blad, el Mas de la Carola, el Mas d'en Costa, el Mas d'en Fonts, el Mas d'en Gau, el Mas d'en Janet, o d'en Janet Panna, abans Mas d'en Costa, el Mas d'en Pi, abans Mas d'en Bosc d'Olius, el Mas Deprada, o Can Peiret, el Mas Santa Teresa, el Mas de Sant Miquel, abans Mas de l'Oliver, i la Teuleria, abans Teuleria d'en Noé. Noms antics, ja en desús, són Can Peirot, el Cortal d'en Noé, el Cortal d'en Quintà i els Olius.
A part, cal esmentar el desaparegut Castell de Vivers, i dues tombes situades en indrets propers al poble: la de la família Noé i la de la família Sales, una al nord-oest del cementiri i l'altra a l'est.

### Hidrografia
Formen el terme de Vivers diverses valls. Al límit nord-est, el Rec de les Figueredes, o de les Teixoneres, i el Còrrec de Mallavella constitueixen una petita vall que davalla cap al sud-oest terme de Paçà. Paral·lela al sud seu hi ha la vall del Còrrec de l'Estanyol, que en sortir del terme entra també en el terme veí de Paçà formant la Ribera de la Vallmanya. Aquesta vall, a part del Còrrec de l'Estanyol, recull els còrrecs de la Guàrdia, el de l'Ardit, el de la Creu de Fusta, el d'en Fonts, el del Camp de l'Aigua, el dels Llops i el de l'Ullastre.
La Ribera de Vivers forma la vall central del terme. Diferentment de les dues anteriors, encarades de sud-oest a nord-est, la de la Ribera de Vivers està decantada de nord-oest a sud-est. La formen el Còrrec del Pas del Bou, el del Mener, o de les Fonts, el de Sant Miquel, el de la Museta, el de la Ferradella, el del Raig, el de Pomereda, el de Garrigó, el del Forn, el del Quintà del Pubill, el de les Gantes, el de les Passeres, el de Matalloberes, el de la Creu Blanca i el de Coma Mata. Aquesta vall continua en el terme de Sant Joan Pla de Corts.
La part meridional del terme conté la vall de la Ribera de les Aigües, paral·lela a l'anterior i que, de la mateixa manera, davalla cap al terme comunal de Sant Joan Pla de Corts. La formen sobretot dos cursos d'aigua: el de la mateixa Ribera de les Aigües i el Còrrec del Brugat. En el cas de la primera, està formada pels còrrecs de Galuert, anomenat de les Eroles a Llauró, de la Jaça d'Oms, el de les Mandres, el de les Baranes, o del Solà del Cavaller, el d'en Boixeda, el del Mas d'en Peire, el d'en Gil i el de la Teuleria. Pel que fa al Còrrec del Brugat, està constituït pels còrrecs del Mas de l'Oliver, d'en Janet, del Bosc, del Mas d'en Pi, el Comall, el d'en Patllari, el d'en Ceris, el d'en Xamberga i el d'en Planes.
Entre la Ribera de Vivers i la de les Aigües es troben les capçaleres de tres còrrecs que davallen cap a Sant Joan Pla de Corts: el Còrrec de la Serra del Gordo, el de l'Armada i el de la Parra; aquestes dues s'uneixen en el punt on surten del terme de Vivers.
Finalment, una darrera vall fa de termenal entre Vivers i Ceret; es tracta de la del Còrrec dels Moros, amb l'afluència del Còrrec de la Redubta. Esment a part mereix el Pou de Bardó.

### Orografia
Diversos dels topònims de Vivers reflecteixen unitats de relleu del seu territori, com ara bacs: Bac de la Vinya, Bac de les Illes, Bac del Trèmol, Bac d'en Calcina, Bac d'en Janet Panna, Bac d'en Pere Vila; clots: Clot del Mener; comes: Coma de Galderans; costes: Costa de Forques; puigs i altres muntanyes: el Puig, el Puig de les Gantes; serres i serrats: Serra de les Eres, Serra del Gordo, Serra, o Serrat, d'en Calcina, Serra d'en Cavaller, Serrat de la Trilla, Serrat del Mas d'en Janet, Serrat del Muntanyenc, Serrat d'en Xamberga, i solanes: Solà de Galderans (nom antic), Solà de Galuert, Solà de l'Armada, Solà del Pou d'en Jolí, Solà d'en Cavaller, Solà d'en Joan Pere i Solà de Sant Miquel.

### El terme comunal
Les partides i indrets específics del terme de Vivers són: les Baranes, el Brugat, el Camí de la Serra d'en Cavaller, el Camí de Perpinyà, el Camí de Sant Joan, el Camí d'Oms, el Canyer, el Còrrec de l'Estanyol; el Còrrec dels Moros; la Creu Blanca, la Creu de Fusta, la Font d'en Gibert, Galuert, la Garriga Llarga, el Mas de l'Oliver, avui Mas de Sant Miquel Est, el Mas d'en Brugat, avui Mas de Sant Miquel Oest, el Mas d'en Calcina, el Mas d'en Forns, el Mas d'en Gau, el Mas d'en Pi, el Mas de Santa Teresa, el Mas de Sant Miquel, Mata Lloberes, el Mener, els Olius d'Amunt, els Olius d'Avall, el Pelat del Mener, els Pontells, el Quintà del Pubill, la Ribera de les Aigües. la Siureda d'en Rodor, les Siuredes. Alguns són senyals termenals, com el Piló del Camí de Perpinyà, el Roc Blanc de Galderans, el Roc de les Teixoneres, el Roc del Pelat del Mener.

## Transports i comunicacions

### Carreteres
Una única carretera travessa el terme de Vivers, que travessa el terme de biaix de nord-oest, venint de Llauró, a sud-est, en direcció a Sant Joan Pla de Corts.
La carretera D - 13 (Morellàs - D-618, al Coll d'en Fortó, terme de Prunet i Bellpuig) travessa el terme de Vivers de nord-oest a sud-est. Per aquesta carretera, Llauró es comunica amb Sant Joan Pla de Corts (4) i Morellàs (8,5), cap a l'est i sud-est, i Llauró (4 km), Oms (7,7), Calmella (9,5), i el Coll d'en Fortó, a Prunet i Bellpuig (13,5), cap a l'oest i nord-oest.

### Transport públic col·lectiu
Per Vivers no passa cap línia pública de transport col·lectiu. Cal anar a Llauró o a Sant Joan Pla de Corts per poder-ne utilitzar algun.

### Els camins del terme
La major part de camins del terme de Vivers s'adrecen als pobles veïns de Vivers: Camí de Ceret, de Llauró, de Llauró a Ceret, de Llauró a Perpinyà, de Llauró a Sant Joan Pla de Corts, de Perpinyà, de Sant Ferriol, des de Sant Joan Pla de Corts, de Tuïr, d'Oms, la Ruta de Llauró i la Ruta de Sant Joan.
Interns del terme de Vivers són el Camí de la Creu Blanca, o del Mas d'en Gau, el de la Serra del Gordo, abans Carrerada de la Serra del Gordo, el de la Siureda d'en Rodor i el del Serrat d'en Calcina.

## Activitats econòmiques
El de Vivers era un terme antigament molt boscós, però els incendis forestals, especialment un de l'any 1976, han afectat greument tot el territori, cosa que, a més, ha comportat un cert estancament de la població de la comuna. Menys de 100 ha, totes situades en els costers de l'oest del terme, es dediquen a la producció agrícola, amb clar predomini de la vinya, principalment dedicada a la producció de vins de qualitat, de denominació d'origen controlada. Al sud, ja a prop de la plana, hi ha alguns arbres fruiters (cirerers, sobretot) i hortalisses. També a migdia hi ha activitat d'extracció d'argila per a teuleries de Sant Joan Pla de Corts.

## Història
La història de Vivers apareix molt lligada a la de Sant Joan Pla de Corts i, per tant, a la del Vallespir. Vivers és esmentat des del 987, quan dos germans, Arnau, prevere, i Heribert Servusdei donaren al monestir d'Arles el seu alou de Planicurtis, del territori de Vivers. Pel que es desprèn del document per les termenacions que descriu, es tracta de la meitat meridional de l'actual terme de Vivers.
Més tard, però, una família sorgida del poble, que n'adopta el cognom, es feu forta al Rosselló, i això va vincular aquest territori amb el d'altres pobles rossellonesos, amb la forma ben documentada de dez Vivers. Guillem de Vivers prestà vassallatge a Jaume II de Mallorca i a Sanç, vinculant-hi totes les seves possessions, entre les quals el Castell de Vivers.
Tanmateix, el 1440 era senyor de Vivers Bernat Ferrer, sens dubte avantpassat dels Ferrer de Viladomar que tingueren aquesta possessió tota l'Edat Moderna.
El 1667 era senyora de Vivers Maria Anna Ferrer, vídua de Vicenç de Viladomar. La succeïren els Pagès, senyors de Sant Joan Pla de Corts (que durant molt de temps s'anomenà Sant Joan de Pagès), atès que se'n proclamaren senyors el 1743, però ja hi tenien nombrosos alous des de feia segles. Encara, ja el 1773, s'intitulava senyor de Vivers Joan Francesc de Coll, governador de Tuïr.

## Demografia

### Demografia antiga
La població està expressada en nombre de focs (f) o d'habitants (h)
| 17 f | 12 f | 7 f | 8 f | 10 f | 10 f | 15 f | 34 f | 110 h | 10 f | 16 f |

Font: Pélissier 1986

### Demografia contemporània
| Evolució de la població |      |      |      |      |      |      |      |      |
| 1793                    | 1800 | 1806 | 1821 | 1831 | 1836 | 1841 | 1846 | 1851 |
| 104                     | 98   | 107  | 110  | 139  | 148  | 124  | 141  | 147  |

| 1856 | 1861 | 1866 | 1872 | 1876 | 1881 | 1886 | 1891 | 1896 |
| ---- | ---- | ---- | ---- | ---- | ---- | ---- | ---- | ---- |
| 136  | 123  | 120  | 99   | 95   | 84   | 74   | 80   | 76   |

| 1901 | 1906 | 1911 | 1921 | 1926 | 1931 | 1936 | 1946 | 1954 |
| ---- | ---- | ---- | ---- | ---- | ---- | ---- | ---- | ---- |
| 83   | 77   | 85   | 86   | 93   | 77   | 70   | 71   | 72   |

| 1962 | 1968 | 1975 | 1982 | 1990 | 1999 | 2008 | 2013 |  |
| ---- | ---- | ---- | ---- | ---- | ---- | ---- | ---- |  |
| 78   | 73   | 58   | 60   | 75   | 128  | 168  | 174  |  |

Fonts: Ldh/EHESS/Cassini fins al 1999, després INSEE a partir deL 2004

### Evolució de la població

Població 1962-2008

## Administració i política

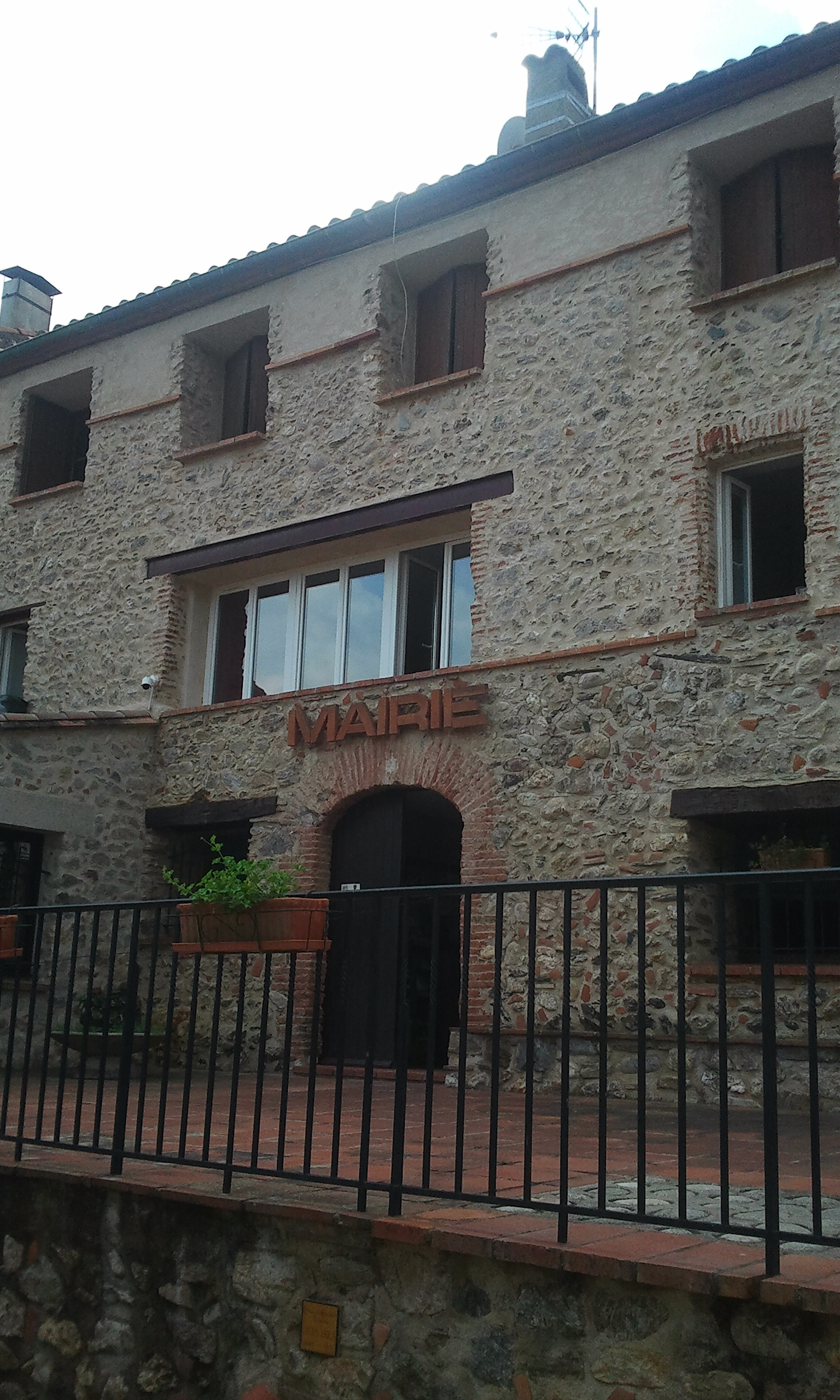
La Casa del Comú de Vivers

### Batlles[7]
| Període              | Nom               | Opció política | Comentaris |
| -------------------- | ----------------- | -------------- | ---------- |
| 1852 - 1871          | Jacques Olive     |                |            |
| 1871 - 1877          | Coste             |                |            |
| 1877 - 1881          | Jean Malé         |                |            |
| 1881 - 1884          | Jean Olive        |                |            |
| 1884 - 1902          | Joseph Noé        |                |            |
| 1902 - 1908          | Henri Quinta      |                |            |
| 1908 - 1919          | Sébastien Coste   |                |            |
| 1919 - 1921          | Jacques Noé       |                |            |
| 1921 - 1925          | Joseph Sales      |                |            |
| 1925 - 1929          | Pierre Oms        |                |            |
| 1929 - 1935          | Pierre Llobères   |                |            |
| 1935 - 1977          | Pierre Oms        |                |            |
| 1977 - Moment actual | Jacques Arnaudiès |                |            |

### Legislatura 2014 - 2020

#### Batlle
- Jacques Arnaudiès.

#### Adjunts al batlle[8]
- 1r: Michelle Payret
- 2n: Jean-Michel Lombardot
- 3r: Christian Bottein.

#### Consellers municipals
- Elisabeth Alejski
- Christian Fernandez
- Amar Ghilaci
- Pierre Dalou
- Pierre Vilaceca
- Nathalie Cals
- Caroline Arnaudiès.

### Adscripció cantonal

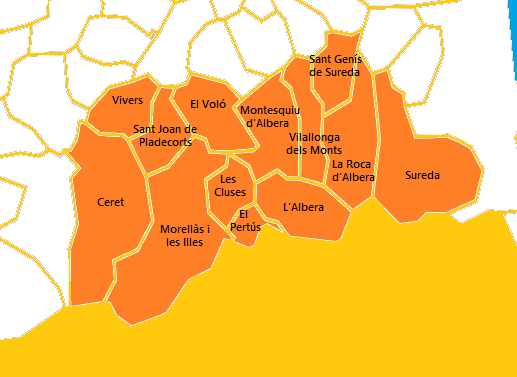
Mapa del Cantó de Vallespir - Albera

A les eleccions cantonals del 2015 Vivers ha estat inclòs en el cantó denominat Vallespir - l'Albera, amb capitalitat a la vila de Ceret, amb la vila del Voló i amb els pobles de l'Albera, les Cluses, Montesquiu d'Albera, Morellàs i les Illes, la Roca de l'Albera, el Portús, Sant Genís de Fontanes, Sant Joan Pla de Corts, Sureda, Vilallonga dels Monts i Vivers. Hi han estat escollits com a consellers departamentals Martine Rolland, del Partit Socialista, vicepresident del Consell departamental, i Robert Garrabé, del Partit Socialista, vicepresident del Consell departamental, batlle de Sant Joan Pla de Corts.

## Edificis d'interès
- Església parroquial de Sant Miquel, romànica